# Парламентские выборы во Вьетнаме (2002)
Парламентские выборы во Вьетнаме проходили 19 мая 2002 года для избрания 11-го Национального собрания. В выборах приняли участие 759 кандидатов, в том числе 125 независимых. Отечественный фронт Вьетнама был единственной организацией, выдвигавшей кандидатов: 634 представителя Коммунистической партии Вьетнама и 125 беспартийных. Коммунистическая партия получила 447 из 498 мест. Явка избирателей составила 99 %.

## Избирательная система
Члены Национального собрания избираются по 184 многомандатным округам в два тура. В первом туре кандидат должен набрать абсолютное большинство голосов, во втором туре достаточно набрать простое большинство.

## Результаты выборов
| Партия                               | Голосов    | %     | Мест | +/- |
| ------------------------------------ | ---------- | ----- | ---- | --- |
| Коммунистическая партия              |            |       | 447  | +63 |
| Беспартийные                         |            |       | 51   | -12 |
| Недействительных бюллетеней          |            | -     | -    |     |
| Всего                                | 49 211 275 | 100   | 498  | +48 |
| Зарегистрированных избирателей/ Явка | 49 783 769 | 99,64 |      |     |
| Источник: Inter-Parliamentary Union  |            |       |      |     |